# Claudio Cabán
Claudio Cabán (25 sierpnia 1963) – portorykański lekkoatleta, maratończyk. Uczestnik Letnich IO w Los Angeles w 1984 roku. Złoty medalista Mistrzostw Ameryki Środkowej i Karaibów z 1985 roku.

## Osiągnięcia
- Letnie IO 1984 – 53. miejsce w biegu maratońskim (2:27:16 h[1])
- Rekord życiowy w biegu maratońskim – 2:20:45 h (1983)